# Font-Romeu-Odeillo-Via
Font-Romeu-Odeillo-Via (katalánsky Font-romeu, Odelló i Vià) je horská obec ve francouzských Pyrenejích v regionu Okcitánie.
Před olympijskými hrami v Mexiku v roce 1968 zde byl založen tréninkový tábor francouzského olympijského mužstva.
Místní zajímavostí je největší a nejvýkonnější solární tavicí pec na světě, která zde byla r. 1969 postavena k výzkumným účelům.
Projíždí tudy i oblíbený turistický vláček petit train jaune.

## Geografie

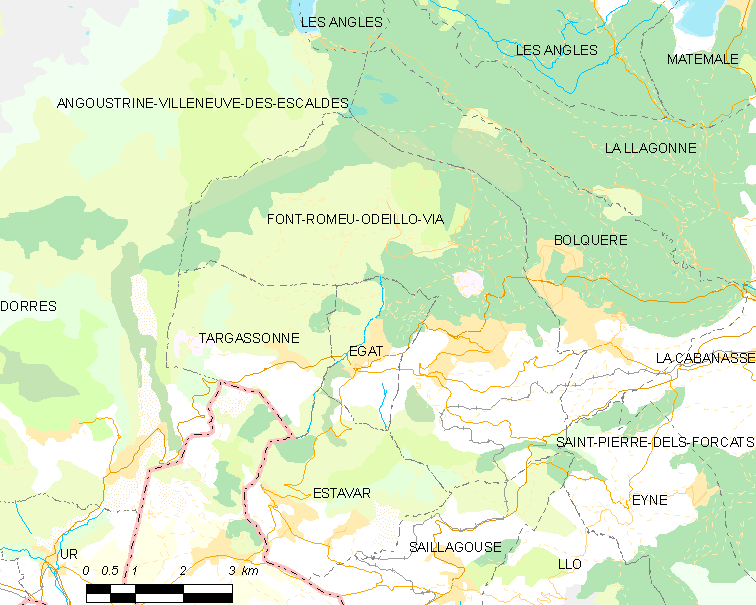